# Pont-Farcy
Pont-Farcy era una comuna francesa situada en el departamento de Mancha, de la región de Normandía, que el uno de enero de 2018 pasó a ser una comuna delegada de la comuna nueva de Tessy-Bocage al fusionarse con las comunas de Fervaches y Tessy-sur-Vire.

## Historia
Hasta el 31 de diciembre de 2017, la comuna de Pont-Farcy formó parte de la misma región de Normandía, departamento de Calvados, distrito de Vire y cantón de Vire. Con vistas a su prevista fusión con la comuna nueva de Tessy-Bocage, que pertenecía al departamento de Mancha, se creó el decreto nº 2017-1756, que con fecha de aplicación del 31 de diciembre de 2015, modificaba los límites territoriales de los departamentos de Calvados y Mancha, pasando la comuna de este modo a formar parte del departamento de Mancha, distrito de Saint-Lô y cantón de Condé-sur-Vire.

## Demografía
| Gráfica de evolución demográfica de Pont-Farcy entre 1800 y 2015 |
|                                                                  |

Los datos entre 1800 y 1954 son el resultado de sumar los parciales de las dos comunas que formaban la comuna de Pont-Farcy, cuyos datos se han cogido de 1800 a 1954, para las comunas de Pleines-Œuvres y Pont-Farcy de la página francesa EHESS/Cassini, de 1962 a 1999 de la misma página, y los demás datos se han cogido de la página del INSEE.